# Fragilità, sei femmina!
Fragilità, sei femmina! (The Affairs of Anatol) è un film muto del 1921 diretto da Cecil B. DeMille. Il nome del regista non appare nei titoli.
I ruoli minori sono tutti affidati a personalità dello spettacolo e a popolari attori che, al pari di gran parte del resto del cast tecnico, non risultano accreditati.

## Trama
Anatol trova la vita di società e il matrimonio con Vivian un po' troppo noiosi: cerca allora di ravvivare le scintille che covano ancora tra le ceneri del suo rapporto con Emilie, vecchia fiamma. In cerca di emozioni, Anatol si lascia travolgere da una serie di disavventure che lo riporteranno contrito al focolare domestico. Solo per scoprire che la moglie è in compagnia del suo migliore amico.

## Produzione
Il film fu prodotto da Cecil B. DeMille per la Famous Players-Lasky Corporation.

## Distribuzione
Distribuito dalla Paramount Pictures, il film uscì nelle sale cinematografiche USA il 25 settembre 1921.
Il film è stato masterizzato e distribuito in DVD nel 2000 dalla Image Entertainment. È stato ripreso nel 2007 dalla Passport  che l'ha inserito in un'antologia di film di DeMille, The Cecil B. DeMille Classics Collection 1914-1926 in NTSC. Il DVD, sottotitolato in inglese, ha una durata totale di 1622 minuti. Un'ulteriore edizione, è quella, sempre della Passport, in un cofanetto dal titolo The Gloria Swanson Collection: 10 Fabulous Films (1915-1931), dieci film dell'attrice americana, antologia uscita sul mercato USA il 13 February 2007.